# 고양 KH FC
고양 KH FC(Goyang KH Football Club)는 대한민국 경기도 고양시에 있었던 축구 선수단이다. KH스포츠가 운영했던 남자 세미프로 축구단이며, 2021년에 창단했고 2023년에 해단되었다. 2022년 시즌에 K4리그에 참가하여 우승 자격으로 2023년 K3리그 참가 자격을 얻었으나, 2023년 2월 20일에 고양 KH는 K3리그를 불참한다.

## 역사
2021년 9월, IHQ가 자회사를 통해 축구단 창단 의사를 드러냈다. 이후 2021년 12월 10일, 창단식을 거행했다. 2012년 12월 14일, 대한축구협회가 고양 KH FC의 참가를 승인하면서 2022시즌부터 K4리그에 참가한다.
2022년 K4리그를 우승하여서, 2023년 K3리그로 승격하였다. 2023년 2월 20일, 고양 KH는 시즌 직전 K3리그를 불참한다.

## 참고 문헌
- “스포츠지원포털 등록 현황”. 대한체육회.
- “KFA 통합경기정보 시스템”. 대한축구협회.